# Bent Rold Andersen
Pour les articles homonymes, voir Andersen.
Bent Rold Andersen, né le 1er juin 1929 à Copenhague (Danemark) et mort le 7 octobre 2015, est un homme politique danois, membre des Sociaux-démocrates puis du Parti social-libéral danois, ancien ministre et ancien député au Parlement (le Folketing).